# Globo terráqueo Columbus para líderes de Estado y de la Industria

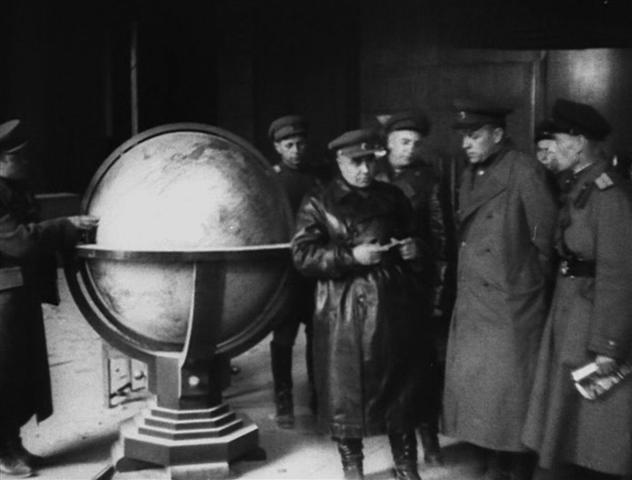
Militares rusos posan junto a un Globo Columbus después de la toma de Berlín en 1945, tras el fin de la Segunda Guerra Mundial en Europa

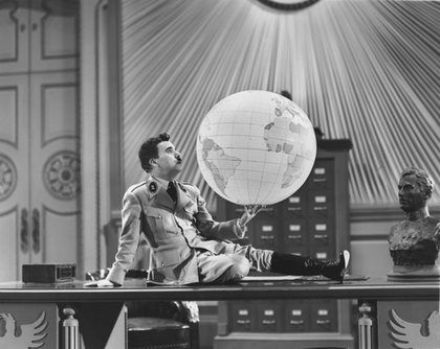
Parodia del Globo terráqueo Columbus para líderes de Estado y de la Industria en la película El Gran Dictador.

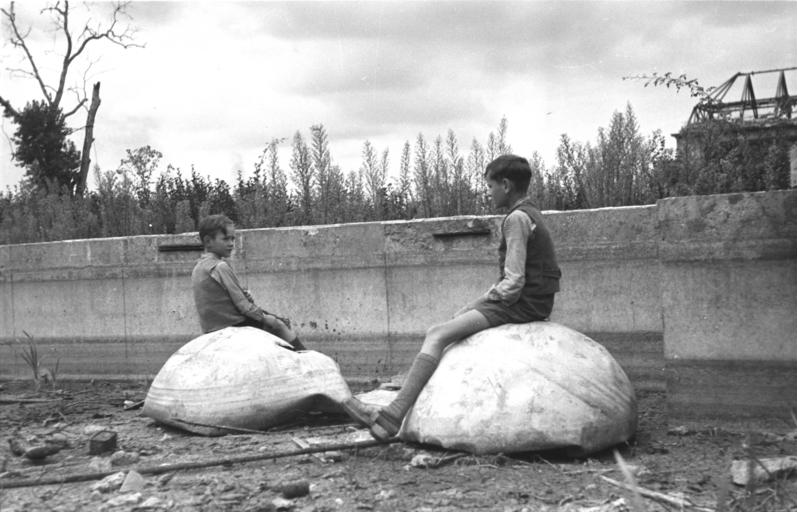
Dos niños sentados en el jardín de la Cancillería del Reich sobre los restos del globo de Hitler (1945)

El globo terráqueo Columbus para líderes de Estado y de la Industria (también denominado el globo terráqueo de Hitler) fue un globo terráqueo especialmente diseñado para Adolf Hitler y el Partido Nazi.
Fue construido en Berlín durante la década de 1930, y permaneció en la oficina de Hitler la mayor parte del tiempo. El globo terráqueo alcanzó gran notoriedad en Estados Unidos después de que el comediante Charlie Chaplin se mofara del mismo en su película El Gran Dictador, de 1940. También el grupo de comediantes Los Tres Chiflados se burló del globo en dos de sus obras teatrales cortas. Una de las ediciones limitadas del globo fue recogida por John Barsamia, un soldado del ejército estadounidense, en el refugio veraniego de Hitler a poco de finalizar la guerra, y lo vendió 60 años después en una subasta en San Francisco, California, por 100 000 dólares.

## Origen
Solo se fabricaron dos ediciones del globo terráqueo en Berlín a mediados de la década de 1930, uno para el partido Nazi y otro para el mismísimo Hitler. El globo que se fabricó para el Führer tenía casi el tamaño de un Volkswagen y su fabricación fue muy costosa. En el mismo, Abisinia (la actual Etiopía) era denominada África Oriental Italiana. El otro se fabricó con madera común sin ningún detalle especial. El número total de globos terráqueos que se fabricaron no pudo ser corroborado con la fábrica, ya que la misma y sus archivos fueron destruidos durante los bombardeos de 1943.
Wolfram Pobanz, un historiador polaco y entusiasta de los globos terráqueos, considera que aunque el globo terráqueo se encontraba en la oficina de Hitler, probablemente el Fuhrer no tuviera una especial consideración por el globo, declarando que:

Probablemente Hitler no guardaba ninguna consideración especial por el globo. No existe ninguna fotografía de Hitler posando al lado del globo. Hitler controlaba personalmente todas las fotografías que le tomaban. Si el globo hubiera sido de importancia para Hitler, con seguridad aparecería en alguna fotografía suya.

En 1938, Hitler decidió que la antigua Cancillería del Reich no era lo suficientemente amplia como para alojar los ministerios del Tercer Reich, y designó a su arquitecto preferido, Albert Speer, para que construyera la nueva cancillería. Después de que en 1939 se finalizaran las grandes remodelaciones, Hitler insistió en que el globo fuera trasladado a la oficina del Führer ubicada en el corazón de la nueva Cancillería, donde permaneció hasta que los soviéticos ocuparon el edificio en abril de 1945, finalizada la Segunda Guerra Mundial.

## Historia posterior
Existen numerosos globos terráqueos en diferentes sitios de los cuales se dice que fueron propiedad de Hitler, aunque sea dudosa la autenticidad de muchos de ellos. Hay tres en Berlín, uno en un instituto geográfico, otro en el museo Marcher, y el tercero en el Museo Histórico Alemán. Otros dos se encuentran en colecciones públicas en Munich. Muchos de estos globos tienen un agujero de bala en donde se encuentra Alemania o Alemania ha sido borrada del mapa, un vandalismo probablemente obra de soldados soviéticos o estadounidenses.
De acuerdo al análisis de evidencia fotográfica, se puede afirmar que ninguno de estos globos terráqueos es el que estuvo en la oficina de Hitler en la Cancillería.